# Semerchet
Semerchet was een Egyptische koning van de 1e dynastie.

## Regeringsperiode
Manetho noemt Semerchet in zijn werk koning Semempsés en Manetho schrijft 18 regeringsjaren aan hem toe. De Turijnse koningspapyrus geeft deze koning een onwaarschijnlijk lange regeringsperiode van 72 regeringsjaren. Egyptologen en historici beschouwen deze beide beweringen als overdrijvingen en geven Semerchet 8½ jaar regering. Deze conclusie is gebaseerd op de Palermosteen, waarin de complete regering van Semerchet is opgenomen. Aanvullend baseren zij zich op archeologische bewijzen die concluderen dat Semerchet een relatief korte regering had.

## Familie
Semerchets ouders zijn onbekend maar er wordt gedacht dat een van zijn voorgangers, koning Den, zijn vader zou kunnen zijn. Semerchet was mogelijk een zoon van koningin Batires: op de Palermosteen wordt zij omschreven als zijn moeder. Definitieve bewijzen die dat feit bekrachtigen zijn echter niet bekend. Het ligt in de lijn der verwachting dat Semerchet zonen en dochters zou hebben, maar hun namen zijn niet bekend of bewaard gebleven in historische bronnen. Een mogelijk familielid zou koning Qa'a kunnen zijn, Semerchets directe opvolger.

## Regering
Een oude theorie, ondersteund door egyptologen en historici als Jean-Philippe Lauer, Walter Bryan Emery, Wolfgang Helck en Michael Rice, verklaarde dat Semerchet een usurpator was en niet de rechtmatige eigenaar van de troon. Deze verklaring was gebaseerd op het feit dat er een aantal stenen vaatwerken zijn met de naam van Semerchet erop. Oorspronkelijk waren deze beschreven met de naam van koning Anedjib. Tijdens de regering van Semerchet werd de naam van Anedjib gewist en opnieuw beschreven met de naam van Semerchet. Voorts geven ze aan dat er in de mastaba's van hoge ambtenaren en priesters geen referentie is naar Semerchet. Alle overige koningen zoals Den en Anedjib worden wel gerefereerd in de mastaba's.
Vandaag de dag heeft deze theorie weinig bijval. Egyptologen als Toby Wilkinson, I.E.S. Edwards en Winifred Needler weigeren deze “Usurpator theorie”, omdat de naam van Semerchet wordt genoemd samen met Den, Anedjib en Qa'a op inscripties op stenen vaatwerken. Deze objecten werden gevonden in de ondergrondse galerijen onder de trappenpiramide van Djoser te Sakkara. De inscripties laten zien dat Qa'a, de opvolger van Semerchet, zijn voorganger accepteerde als rechtmatige voorvader en troonopvolger. De egyptologen wijzen erop dat bijna elke koning van de 1e dynastie van Egypte de gewoonte had om op speciale vaatwerken de naam van voorgangers te vervangen door hun eigen naam. Semerchet confisqueerde niet alleen Anedjib's vaatwerk maar ook die van koningin Merneith en van koning Den. De afwezigheid van tombes in Sakkara van hoge ambtenaren die de naam van Semerchet refereren, kan worden verklaard door de korte regering van Semerchet. Het lijkt dat de enige bekende ambtenaar van Semerchet, Henoeka, de koning had overleefd: zijn naam verschijnt op ivoren labels in de tombes van Semerchet en Qa'a.
Zegelafdrukken uit de tombe van Semerchet laten zien het nieuwe koninklijke domein: Hor oep-chet (vertaling: “Horus, de rechter van de heilige gemeenschap”) en het nieuwe privé huishouding Hoet-Ipty (vertaling: “Huis van de harem”) die werd geleid door de vrouwen van Semerchet. Twee ivoren labels laten zien het jaarlijkse “Begeleiding van Horus”, een feest verbonden aan de belastinginning. Een andere label rapporteert over de cultusviering voor de godheid van de voorouders Oer-Wadit (“De grote witte”). Andere labels vermelden het vieren van het eerste (en enige) Sokaris-feest.
De Caïrosteen rapporteert de regering van Semerchet maar de oppervlakte van de steen is versleten; de meeste van de activiteiten zijn nu onleesbaar. In het volgende schema staat de (uit het Engels vertaalde) reconstructie gemaakt door Toby A.H. Wilkinson, John D. Degreef en Hermann Alexander Schlögl.
Jaar van kroning: Optreden van de koning van Opper- en Neder-Egypte; het verenigen van de twee rijken; het rondom lopen van de witte muur van Memphis. 
- 1e jaar: Begeleiden van Horus; verwoesting van Egypte
- 2e jaar: Optreden van de koning; het maken van een beeld voor Sesjat en Sed.
- 3e jaar: Begeleiden van... (de rest ontbreekt)
- 4e jaar: Optreden van de koning van Opper-Egypte; Het maken van.. (de rest ontbreekt)
- 5e jaar: Begeleiden van … (de rest ontbreekt)
- 6e jaar: Verschijning van de koning van Opper-Egypte … (de rest ontbreekt)
- 7e jaar: Begeleiding van … (de rest ontbreekt)
- 8e jaar: Verschijning van de koning van Opper- en Neder-Egypte … (de rest ontbreekt)
- Jaar van overlijden: De … maand en de … dag (beschadigd)

Egyptologen en historici zijn voornamelijk geïnteresseerd in het gedeelte over de “vernietiging van Egypte”. De inscriptie geeft niet meer informatie over deze activiteit, maar het heeft wel een gelijkenis met Manetho's rapportage. De versie van Eusebius geeft aan: “Zijn zoon Semémpsés, die 18 jaar regeerde, tijdens zijn regering voltrok een grote ramp over Egypte.” De Armeense versie klinkt hetzelfde: “Mempsis, 18 jaar. Onder zijn [regering] waren er veel voortekenen en een grote dodelijke epedemie voltrok zich.” Na de regering van Semerchet zijn er geen documenten gevonden die enige details vermelden over deze “ramp”.

### Naam
Semerchet is goed vertegenwoordigd in archeologische bronnen. Zijn naam verschijnt in inscripties op vaatwerk gemaakt van schist, albast, breccie en marmer. Zijn naam is ook bewaard op ivoren labels en kleien zegels. Objecten die de koningsnaam en titels van Semerchet bevatten komen uit Abydos en Sakkara.
De serech van Semerchet wordt vertaald als “metgezel van de goddelijke gemeenschap” maar ook als “bedachtzame vriend”. De laatstgenoemde vertaling wordt betwijfeld onder geleerden, omdat de hiëroglief Chet (Teken F32 van de hiërogliefenlijst van Gardiner) symbool staat voor “lichaam” of “goddelijke gemeenschap”.
De geboortenaam van Semercet is problematischer. Bij elk artefact dat de geboortenaam laat zien, ontbreekt opvallend genoeg elk detail van het hiëroglief: een lopende man, met een mantel, een nemes en een lange stok in zijn handen. Het lezen en de betekenis van deze speciale teken is betwist onder geleerden, aangezien dit teken niet voorkomt voor de regering van Semerchet en bovendien weinig gebruikt is in de Egyptische Oudheid. Het verschijnt slechts twee keer in een inscriptie over een ceremoniële processie van priesters en dragers van standaarden.
Egyptologen als Toby Wilkinson, Bernhard Grdseloff en Jochem Kahl lezen het teken als Iry-netjer, vertaald als “Heilige beschermer”. Tijdens het Oude Rijk werd het woord geschreven met uniliterale tekens, een netjer-teken, (Teken R8) en een menselijk oog (Teken D4) vlak bij een ideogram van een man. Sommige contemporaine ivoren labels laten de Nebty naam zien met alleen een symbool van een oog erbij. Dus lezen de geleerden de troonnaam als Iry (Beschermer) en de Nebty-naam als Iry-Nebty (beschermer van de twee vrouwen). Deze reconstructie wordt versterkt met de observatie dat deze koning de eerste was die de Nebty-naam gebruikte in zijn ultieme vorm. Om onduidelijke reden gebruikte Semerchet niet de nieuwe titel Neboei van zijn voorganger. Het blijkt dat hij zich meer verbonden voelde met de Nebty titel, een titel refererend aan de godinnen Nechbet en Wadjet, vrouwelijke tegenhangers van Horus en Seth. Er werd gedacht dat de Nebty-titel als aanvulling van de Nesoet-bit-naam titel.
Schrijvers en priesters in de tijd van de Ramessiden waren ook verward, omdat de archaïsche ideogram dat werd gebruikt tijdens de regering van Semerchet erg lijkt op het teken van een oude man met een wandelstok (teken A19). Dit leidde tot het lezen als Semsoe of Sem, dat “de oudste” betekent. Het hiëroglief werd gebruikt als titel om het hoofd van een huis te identificeren. Het schijnt dat de maker van de koningslijst van Abydos probeerde om het teken te imiteren, terwijl de auteur van de koningslijst van Turijn ervan was overtuigd dat het ging om teken A19. De koningslijst van Sakkara vermeldt Semerchets troonnaam niet. De reden om dat niet te doen is onbekend, maar ook alle koningen van Narmer tot aan koning Den missen hun troonnamen.
|       |
| \| \| |
|       |
| A21A  |

| A21A |

|       |
| \| \| |
|       |
| A21A  |

| A21A |

|       |
| \| \| |
|       |
| A21A  |

| A21A |

|       |
| \| \| |
|       |
| A21A  |

| A21A |

|       |
| \| \| |
|       |
| A21A  |

| A21A |

|       |
| \| \| |
|       |
| A21A  |

| A21A |

|       |
| \| \| |
|       |
| A21A  |

| A21A |

|       |
| \| \| |
|       |
| A21A  |

| A21A |

|                |   |   |   |
| \| \| \| \| \| |   |   |   |
|                |   |   |   |
| s              | m | s | m |

| s | m | s | m |

|                |   |   |   |
| \| \| \| \| \| |   |   |   |
|                |   |   |   |
| s              | m | s | m |

| s | m | s | m |

|                |   |   |   |
| \| \| \| \| \| |   |   |   |
|                |   |   |   |
| s              | m | s | m |

| s | m | s | m |

|                |   |   |   |
| \| \| \| \| \| |   |   |   |
|                |   |   |   |
| s              | m | s | m |

| s | m | s | m |

|                |   |   |   |
| \| \| \| \| \| |   |   |   |
|                |   |   |   |
| s              | m | s | m |

| s | m | s | m |

|                |   |   |   |
| \| \| \| \| \| |   |   |   |
|                |   |   |   |
| s              | m | s | m |

| s | m | s | m |

|                |   |   |   |
| \| \| \| \| \| |   |   |   |
|                |   |   |   |
| s              | m | s | m |

| s | m | s | m |

|                |   |   |   |
| \| \| \| \| \| |   |   |   |
|                |   |   |   |
| s              | m | s | m |

| s | m | s | m |

### Bewijzen / documenten
- Graftombe in Umm el-Qa'ab, Tombe U
- Inscripties gevonden in Helwan.

## Galerij

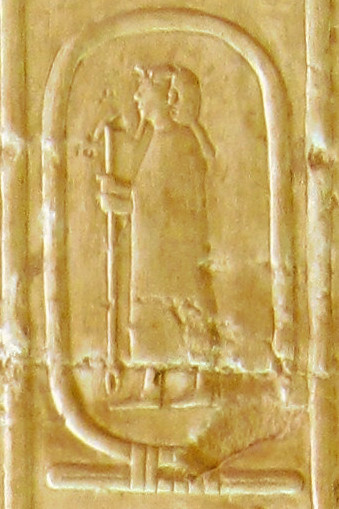
Naam van Semerchet in de koningslijst van Abydos Tempel van Seti I
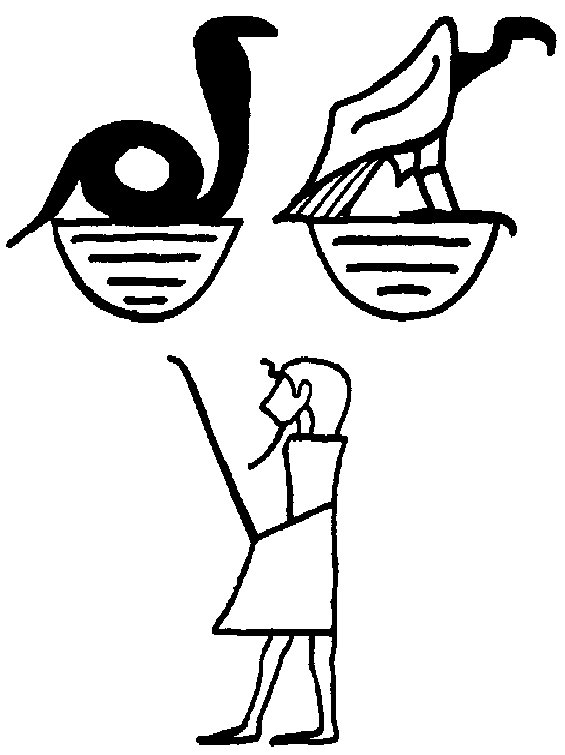
Nebti-titel van Semerchet
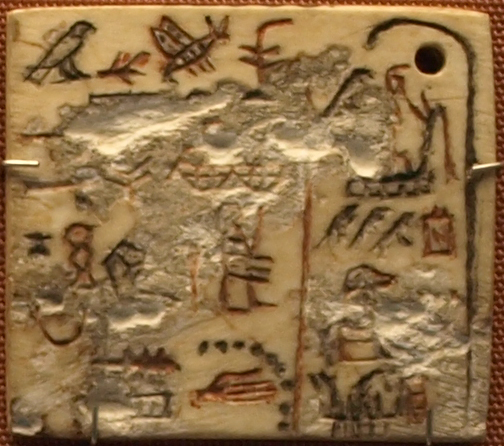
Ivoren label van de farao Semerchet, oorspronkelijk voor een olievat. Het verwijst ook naar een religieus festival in een bepaald jaar van zijn heerschappij (ca. 2900 v. Chr.), British Museum
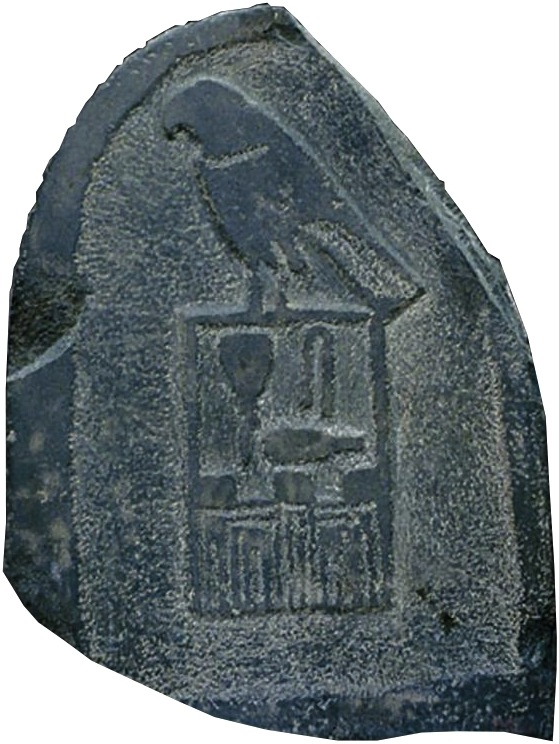
Stèle van Semerchet